# インテックホールディングス
株式会社インテックホールディングス（INTEC Holdings, Ltd.）とは、かつて存在した持株会社である。2006年10月2日に株式会社インテックとインテック・ウェブ・アンド・ゲノム・インフォマティクス株式会社によって設立された。

## 沿革
- 2006年（平成18年）
  - 10月 - 株式会社インテックホールディングス設立。東京証券取引所市場第一部に上場。
  - 11月 - 株式会社キーポート・ソリューションズの株式を取得し、子会社化。
- 2007年（平成19年）
  - 4月 - 中央システム株式会社の株式を取得し、子会社化。
  - 12月 - TISとの共同持株会社による経営統合を決定。
- 2008年（平成20年）4月1日 - 共同持株会社「ITホールディングス」を設立、同社の傘下に入る。
- 2009年（平成21年）10月1日 - インテックがインテックホールディングスを吸収合併。

## インテックHD当時のグループ企業
- インテック
- インテックシステム研究所
- アイ・ユー・ケイ
- インテックソリューションパワー
- 高志インテック
- インテック・ネットコア
- 英特克信息技術（武漢）有限公司（インテック武漢）
- 北国インテックサービス
- ウィズインテック
- 北海道インテック（2008年4月30日 解散）
- キーポート・ソリューションズ
- オーテック
- 中央システム
- エス・クルー
- ビット・クルーズ
- ネクスウェイ
- フレックス
- アイ・エヌ・キューブ
- アイデック
- インテックアメニティ
- スカイインテック
- ヒューマ
- エス・クルー
- マイテック
- インテック・アイティ・キャピタル
- プラネット
- イーソリューションズ
- アット東京
- 新川インフォメーションセンター

- インテックリース（2007年（平成19年）11月1日 高志インテックにリース事業譲渡）
- クラウド・スコープ・テクノロジーズ

## インテックHD当時の主なグループ出資企業
上場企業
- アドソル日進（JASDAQ上場） - 主要株主（第2位）
- ユニバーサルソリューションシステムズ（JASDAQ上場） - 主要株主（第5位）
- ウルシステムズ（JASDAQ上場） - 主要株主（第4位）

非上場企業
- チューリップテレビ - 主要株主（筆頭株主）
- エクシング - 主要株主（第2位）
- 富山エフエム放送 - 主要株主（第3位）
- テックファーム - 主要株主（第3位）
- 廣貫堂 - 主要株主（第6位）
- ケーブルテレビ富山 - 主要株主（第5位）
- 高岡ケーブルネットワーク - 主要株主（第5位）
- 富山観光開発 - 主要株主（第7位）
- 佐藤鉄工 - 主要株主（第8位）
- 日本海ガス - 新田八朗代表取締役社長はインテックホールディングスの取締役 - 主要株主（第9位）
- 富山第一銀行 - 金岡純二代表取締役頭取はインテックホールディングスの取締役 - 主要株主（第10位）